# Henriette de Clèves
Henriette de Clèves (deutsch Henriette von Kleve-Nevers; * 31. Oktober 1542; † 24. Juni 1601) war durch Erbe seit 1564 Herzogin von Nevers und Gräfin von Rethel. Sie heiratete Luigi Gonzaga und regierte ihren Erbbesitz zusammen mit ihm.

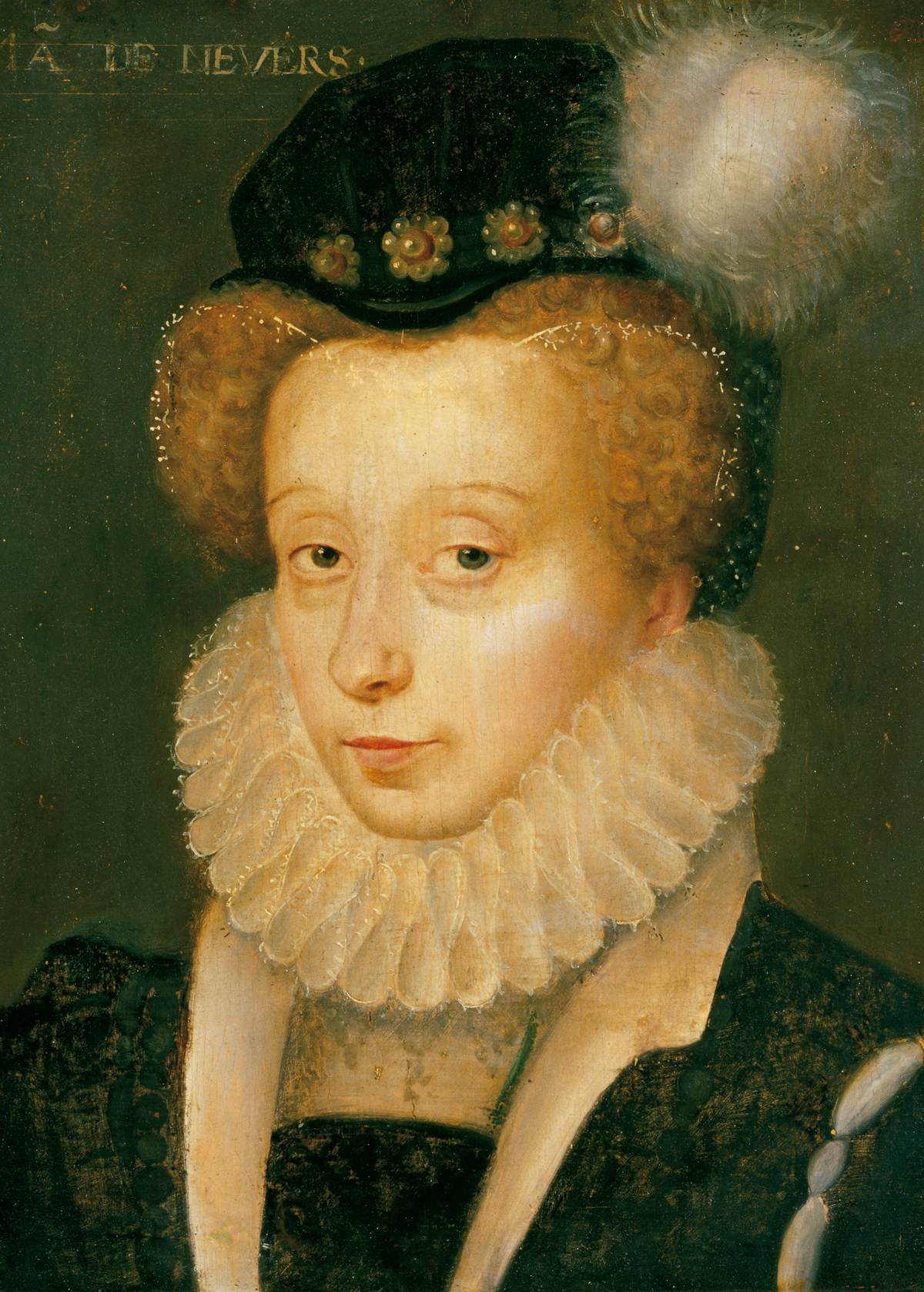
Henriette von Kleve-Nevers (Gemälde von François Clouet)

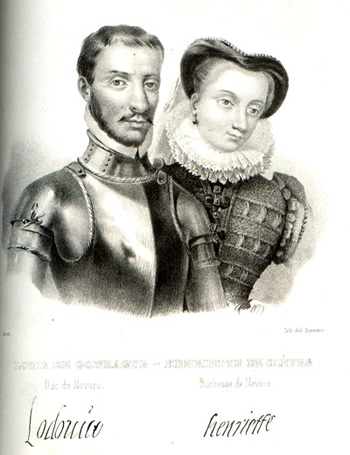
Henriette und ihr Ehemann

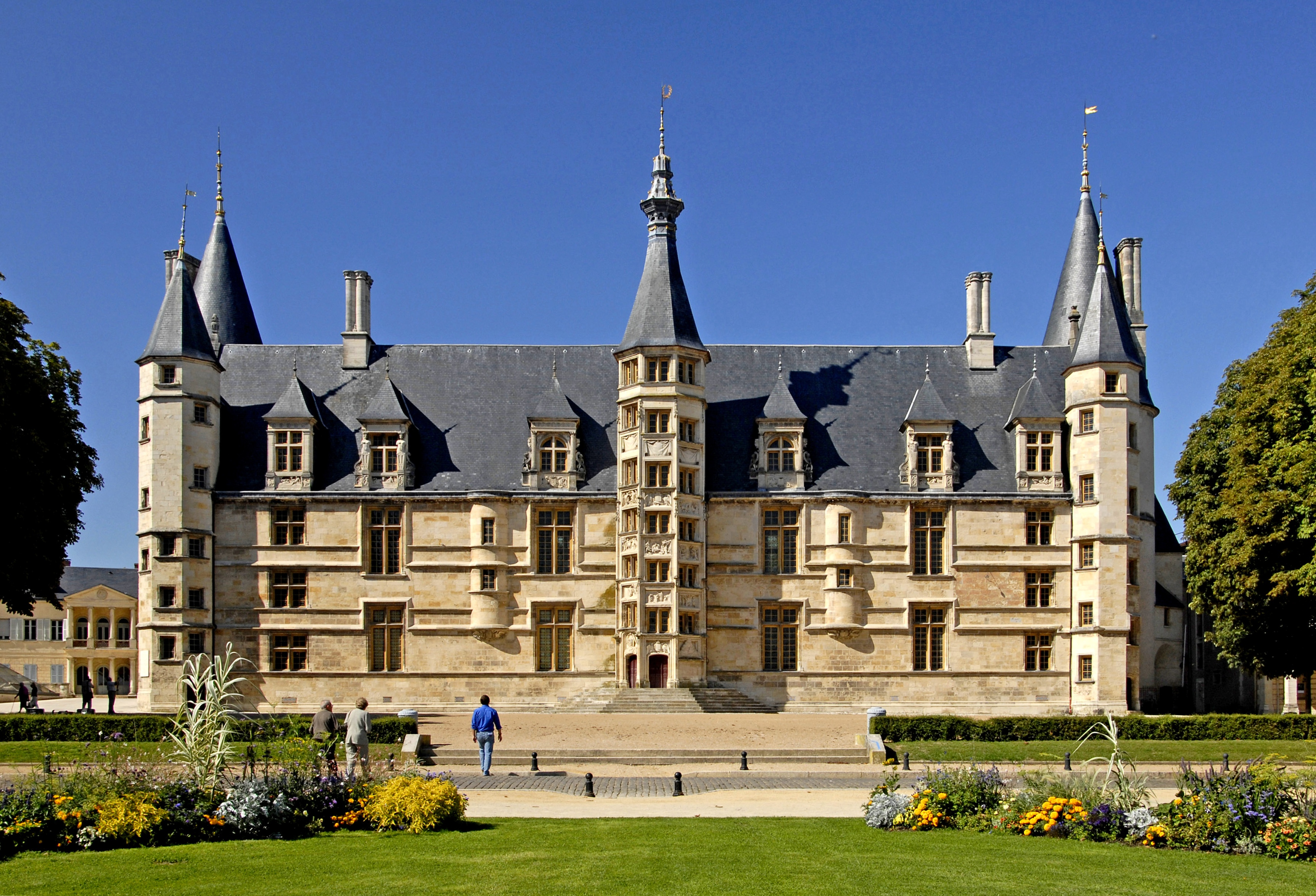
Herzogspalast in Nevers

## Familie
Henriette stammte aus einer Seitenlinie des Hauses Kleve-Mark. Sie war die älteste Tochter von François I. de Clèves, Herzog von Nevers (1516–1562) und dessen Ehefrau Marguerite de Bourbon. Ihr älterer Bruder François II. de Clèves (1540–1562) war seit 1561 mit Anne de Bourbon († 1572) verheiratet. Ihr jüngerer Bruder Jacques de Clèves (1544–1564) ehelichte 1558 Diane de La Marck (* 1544; † nach 1612), ihre jüngere Schwester Catherine de Clèves (1548–1633) führte ihre zweite Ehe mit Henri I. de Lorraine, Herzog von Guise (1550–1588) und ihre jüngste Schwester Marie (1553–1574) war die erste Ehefrau von Henri I. de Bourbon, Fürst von Condé (1552–1588).

## Leben
Die zukünftige Herzogin wuchs mit ihren beiden jüngeren Schwestern am königlichen Hof auf. Über ihre Erziehung ist nichts bekannt. Sie soll für ihre Konversationskünste bekannt gewesen sein und das Stück Aminta von Torquato Tasso übersetzt haben. Außerdem soll sie Heinrich III. sehr nahegestanden haben.
Nach dem Tod des Vaters († 13. Februar 1562) folgten ihm ihre Brüder als Herzog von Nevers und Graf von Rethel nach, zuerst François II. († 19. Dezember 1562), danach Jacques († 6. September 1564). Nach deren frühen Tod erbte Henriette das Herzogtum Nevers und die Grafschaft Rethel. Dass das Erbe und die Titel in weiblicher Erbfolge an Henriette fiel, hatte sie einer von Karl IX. erlassenen Ausnahmebestimmung zu verdanken. Allerdings war der Besitz schon seit den Tagen des Großvaters so hoch verschuldet, dass schon ein Liquidationsprozess drohte.
Im Jahr 1565 wurde eine Heirat mit Luigi Gonzaga arrangiert. Zusammen regierten sie das Herzogtum in den nächsten drei Jahrzehnten. Durch die Heirat waren die Finanzprobleme nicht gelöst, denn Gonzaga brachte ebenfalls Schulden mit in die Ehe. Hinzu kam, dass Henriette erhebliche Summen als Abfindung an ihre beiden Schwestern zahlen musste. Das Paar musste zahlreiche Besitzungen verkaufen, um die Gelder aufzubringen.
Während Gonzaga eine militärische Karriere verfolgte und häufig am Königshof war, hatte Henriette die Hauptlast der Regierung zu tragen. In dieser Zeit wurde das Haus Nevers zu einem der Hauptkreditgeber der Krone.
Aus der Ehe gingen fünf Kinder hervor:
- Catherine Gonzaga (1568–1629); ⚭ Henri I. d’Orléans-Longueville, Herzog von Longueville (1568–1595)
- Maria Henrietta Gonzaga (1571–1614); ⚭ Henri de Lorraine, Herzog von Mayenne (1578–1621)
- Frederick Gonzaga (1573–1574)
- Francis Gonzaga (1576–1580)
- Carlo I. Gonzaga, Herzog von Nevers, Rethel und Mantua (1580–1637) ⚭ Catherine de Lorraine (1585–1618).